# Jazz-Hip Trio
Jazz-Hip Trio est un groupe de jazz français de la fin des années 1960 et des années 2000. Les artistes présents dans ce groupe sont Daniel Humair à la batterie, Jean-Bernard Eisinger au piano ; et Roger Luccioni à la contrebasse.

## Biographie
Jean-Bernard Eisinger, le pianiste du groupe, atteint d'une maladie invalidante, s'éloigne de la scène en 1989. Roger Luccioni décide de former un nouveau groupe, après d'assez longues recherches, en et intègre le pianiste Henri Florens et le batteur Jean-Pierre Arnaud. Eisinger reviendra par la suite dans le groupe.
Le 2 février 2009, Jazz Hip Trio sort son album Douces pluies aux labels Plus Loin Music et Nocturne.

## Style musical
Ils sont très renommés aux États-Unis, et beaucoup de morceaux sont samplés aujourd'hui par des artistes de hip-hop. Eux-mêmes ont emprunté beaucoup à la musique classique.

## Discographie
- 1967 : Jazz en relief (Riviera)
- 1968 : Portraits (Riviera)
- 2003 : En concert
- 2004 : Le Jardin aux sentiers qui bifurquent (avec Barney Wilen)
- 2009 : Douces pluies (Plus Loin Music)

### Singles et EP
- A Perfect Day / Bat Rock (avec Bobby Cole)